# Kiss Mari
Kiss Mari (Bükkaranyos, 1952. október 9. –) Jászai Mari-díjas magyar színésznő. A szombathelyi Weöres Sándor Színház alapító és örökös tagja. A Halhatatlanok Társulatának örökös tagja.

## Életrajza
Az általános iskolát Nyékládházán végezte (1959–67), majd a miskolci Kossuth Lajos Gimnáziumban érettségizett (1971). Diplomáját a budapesti Színház- és Filmművészeti Főiskolán szerezte, ahová 1971–75 között járt. Utána – 1977–78-as angliai tartózkodását leszámítva – a Madách Színháznál játszott. 2008–2019 között a szombathelyi Weöres Sándor Színház tagja volt, ahová 2022-ben három év kihagyás után vendégként visszatért.

## Színpadi szerepei
- Gersche: A pillangók szabadok (Jill Tarner)
- Sarkadi Imre: Elveszett paradicsom (Mira)
- Gorkij: Vássza Zseleznova (Ludmilla)
- Molière: A fösvény (Élise)
- Slade: Jövőre veled ugyanitt (Doris)
- Gyurkovics: Fészekalja (Anna)
- Gorkij: Kispolgárok (Tatyána)
- Stoppard: Íme, egy szabad ember (Linda)
- Clark: Mégis, kinek az élete? (Kay Sadler nővér)
- Szakonyi Károly: Ki van a képen? (Edina)
- Békés Pál: A női partőrség szeme láttára (Lídia)
- de Filippo: Vannak még kísértetek (Armída)
- Scarnacci: Kaviár és lencse (Valéria)
- Wilder: A házasságszerző (Mrs. Molloy)
- Shaw: Pygmalion (Liza)
- Coward: Szénaláz (Arundel)
- Osborne: Dühöngő ifjúság (Alison)
- Molnár Ferenc: Az ördög (Elza)
- Shakespeare: Vízkereszt, vagy amit akartok (Olivia )
- Molnár Ferenc: Üvegcipő (Keczeli Ilona)
- Vörösmarty Mihály: Csongor és Tünde (Ilma)
- Németh Ákos: Lili Hofberg (Julie Walders)
- Arthur Miller: Édes fiaim (Ann Deever)
- Thompson: Aranytó (Chelsea Thayer)
- Bókay János: Négy asszonyt szeretek (Magdi)
- Webber: Macskák (Gimb-gömb)
- Macdonald: Csúcstalálkozó (Carla Petacchi)
- Tamási Áron: Énekes madár (Gondos Eszter)
- Camoletti: Hatan pizsamában (Brigitte)
- Goggin: Apácák (Mária Roberta nővér)
- Neil Simon: Ölelj át! (Jennie)
- Cooney–Chapman: Ne most, drágám! (Miss Tipdale)
- Neil Simon: Hotel Plaza (Karen Nasch)
- Stein–Bock: Hegedűs a háztetőn (Golde)
- Sondheim–Wheeler: Egy nyári éj mosolya (D. Armfeldt)
- Neil Simon: Pletyka (Cookie Cusack)
- Harling: Acélmagnóliák (Truvy Jones)
- Madách Imre: Az ember tragédiája (Éva)
- Nagy András: Knédli (Zsófia)
- Szomory Dezső: Hagyd a nagypapát! (Raády Melinda)
- Müller Péter: Lugosi (Hope Wininger)
- Shakespeare: Hamlet (Gertrud)
- Ionesco: A kopasz énekesnő (Mary)
- Egressy Zoltán: Vesztett éden (Majthényi Anna)
- Opelka: C’est la vie (Fatiquée)
- Neil Simon: A különterem (Gabrielle)
- Eliot: Koktél hatkor (Julia)
- Poiret: Őrült nők ketrece (Simone)
- Simon: Mezítláb a parkban (Mrs. Bank)
- Wedekind: Lulu (M. Geschwitz)
- Szeretsz engem? – Est Dunai Tamással (Óbudai Társaskör produkciója)
- Mácsai–Guelmínó: Mi újság, múlt század?
- Egressy–Dömötör: 9700 (Sárvári Emília)
- Dömötör Tamás: Szerelmes Balázs (Anya)
- Vajda–Valló–Fábri: Anconai szerelmesek (Agnese)
- Molnár Ferenc: Liliom (Muskátné)
- Fray: Függönyt fel! (Mrs. Clackett/Dotty)
- Revűzió/dalok
- A nő/Cabaret à la Carte
- Miller: Az ügynök halála (Linda)
- Masteroff–Ebb–Kander: Kabaré (Schneider kisasszony)
- Kander–Ebb–Fosse: Chicago (Mutter)
- Fukazava–Jeles: Zarándokének (Rin anyó)
- Peter Shaffer: Black Comedy (Miss Furnival)
- Widmer: Top Dogs (Martha Wrage)
- de Angelis: Színésznők (Mrs. Betterton; Hevesi Sándor Színház, Zalaegerszeg)
- Darvas Benedek-Pintér Béla: Parasztopera (Anya)
- Eugene O'Neill: Hosszú út az éjszakába (Mary Cavan Tyrone)
- Ibsen: 
  - Nóra (Lindéne)
  - Kísértetek (Több szerep)

## Film- és tévészerepek
- Néhány első szerelem története (TV, 1974)
- Az első randevú (TV, 1974)
- Bástyasétány ’74 (1974) .... Kati
- Azonosítás (1975) .... Sári
- Tükörképek (1976)
- Napraforgó (1976) .... Szinkronhang
- A királylány zsámolya (1976) .... A szénégető lánya
- Kihajolni veszélyes! (1977) .... Klárika, a pénztárosnő
- Szürkezakós és a mama (TV, 1977)
- Egy erkölcsös éjszaka (1977) .... Rózsi
- Kísértés (1977)
- K. O. (1978) .... Vali, Csungli felesége
- BUÉK! (1978) .... Fodorné
- Végkiárusítás (TV, 1978)
- Rosszemberek (1978) .... Soromfainé Kató
- Hét krajcár (1979)
- A luxusvilla titka (TV, 1977)
- Vendégség (TV, 1980) .... Mária
- Vámmentes házasság (magyar-finn koprodukció, 1980) .... Magyar Mari
- A sipsirica (TV, 1980)
- A legnagyobb sűrűség közepe (TV, 1980)
- Pygmalion (1982)
- Dögkeselyű (1982) .... Cecília szinkronhangja
- Nagyúri mesterség (TV, 1983)
- Szeretők (1984) .... Vera
- Felhőjáték (1983)
- Süsü, a sárkány (TV, 1984) .... Sárkánylány hangja
- Lakótelepi mítoszok (TV, 1985)
- A nagy generáció (1986) .... Mari, Réb exfelesége
- Isten teremtményei (1986)
- Gyere hozzám feleségül (1987)
- Senki nem tér vissza (Nessuno torna indietro) (tv-sorozat, 1987) .... Lorenza
- Szeleburdi vakáció (1987)
- Látogató a végtelenből (1989)
- Potyautasok (magyar-NSZK koprodukció, 1989)
- Sötétség lánya (Daughter of Darkness) (amerikai-magyar koprodukció, 1990)
- Nem érsz a halálodig (TV, 1990) .... Teri
- Az utolsó nyáron (1991)
- Tiszazug (1991) .... Bíróné
- Területrendezés (TV, 1991)
- Éretlenek (1996)
- Irány Kalifornia! (1997)
- Apám beájulna (2003) .... Szarka anyja
- Állítsátok meg Terézanyut! (2004) .... Kata anyja
- Csodálatos Júlia (2004) .... Mr Gosselyn titkárnője
- Noé bárkája (2006)
- Defekt (2007)
- Presszó 10 év (2009)
- A tanár (2019–2022)
- Nofilter (2019)

## Szinkronszerepei

### Sorozatszinkronok
- A chateauvalloni polgárok: Maryse (Évelyne Dandry)
- A fogadalom: Branca (Regina Dourado)
- A klinika: Carsta Michaelis (Evelyn Hamann)
- A pampák királya: Léa Berdinazi (Sílvia Pfeifer)
- Beverly Hills 90210: Iris McKay (Stephanie Beacham)
- Doktor nagyfőnök: Solange Gentil (Firmine Richard)
- Édesek és mostohák: Miss Phoebe (Deborah Findlay)
- Forró szél: Vesna Šurdilović (Vesna Čipčić)
- Lángoló part: Hani (Jenny Alpha)
- Lovespring ügynökség: Victoria Ratchford (Jane Lynch)
- Polip: Silvia Conti (Patricia Millardet – 2. hang)

### Filmszinkronok
- Bumeráng: Jacqueline Broyer (Robin Givens)
- Csokoládé: Josephine Muscat (Lena Olin)
- Mindenütt nő: Kate Hennings (Candice Bergen)
- Ovizsaru: Zach anyukája (Jayne Brook)
- Sellők: Rachel Flax (Cher)
- Esőember: Anyuka a farm-házban (Beth Grant)
- Made in Italy: Kate (Lindsay Duncan)
- A nomádok földje: Fern (Frances McDormand)
- Három óriásplakát Ebbing határában: Mildred (Frances McDormand)
- Tea Mussolinivel: Georgie (Lily Tomlin)

## Rádiójáték
- Szabó Magda: Születésnap (1980)
- Csetényi Anikó: Az eltérített télapó (1988)
- Bodor Ádám: A bizalmi ember (1994)
- Molnár Ferenc: Vacsora (1995)
- Zalán Tibor: A vak (1996)
- Borbély Szilárd: Istenasszony Debrecen, avagy ki él itten Árkádiában? (2013)

## Díjak
- Legjobb női alakítás díja a Vámmentes házasságért (1981)
- Chicagói Filmfesztivál: Ezüst Hugo-díj (1981)
- Jászai Mari-díj (1992)
- Legjobb női főszereplőnek járó díj a Vígszínház A rendes lányok csendben sírnak című darabért (2021), eSzínház Fesztivál[3]
- A Weöres Sándor Színház örökös tagja (2023)[4]
- Psota Irén-díj (2024)[5]
- A Halhatatlanok Társulatának örökös tagja (2025)